# Moreiraxena
Moreiraxena là một chi nhện trong họ Linyphiidae.